# Räntetäckningsgrad
Räntetäckningsgrad är ett mått inom ekonomistyrning som anger vilken förmåga ett företag har att täcka sina finansiella kostnader (räntekostnader). Om räntetäckningsgraden är lägre än 1,0 betyder det att företagets intäkter inte räcker för att täcka de finansiella kostnaderna, det vill säga det går med förlust.
Räntetäckningsgraden definieras som resultatet efter finansiella intäkter dividerade med de finansiella kostnaderna.